# オーストラリア諸語
オーストラリア諸語（オーストラリアしょご、英：Australian Aboriginal languages）は、オーストラリア大陸及びその周辺のメルヴィル島・グルートアイランド島・ウェルズリー諸島・トレス海峡諸島などの島々で、先住民（アボリジナル）によって話されてきた、約200の言語の総称。一つの語族を形成するのではなく、数十の互いに関係性が見出しがたい語族からなる。
すでに消滅したタスマニア諸語は資料が乏しく、オーストラリア諸語との関係は明らかでない。音韻的な類型などから、タスマニア諸語、パプア諸語、大アンダマン語族と合わせてインド・太平洋大語族を形成するという説がある。
かつては600～750程度の言語の存在が知られていたが、現在話されているのは北部準州内陸部を中心に分布する、200程度の言語である。17万人ほどのアボリジナル人口のうち、これらを母語として話せるのは47,000人程度である。話者数が1,000人に達する言語は、パマ・ニュンガン語族に属するアリャワラ語 (Alyawarr、1,500人)、アランダ語 (Arrernte、3,175人)、カラ・ラガウ・ヤ語 (Kala Lagaw Ya、3,000-4,000)、ンガーニャチャラ語 (Ngaanyatjarra、1,200人)、ピチャンチャチャラ語 (Pitjantjatjara、2,500人)、ワルマジャリ語 (Walmajarri、1,000人)、およびワルピリ語 (Warlpiri、3,000人)、孤立言語のティウィ語 (Tiwi、1,500人)、ならびに、グンウィングアン (Gunwingguan) 語族（英語版）に属するエニンディリャグワ語 (Anindilyakwa、1,000人)、グンウィング語 (Gunwinggu、1,511人) が知られている。この他いくつかの数百程度の話者を持つ言語を除いた多くの言語は、すでに数名程度の高齢の話者しか残されていない。
パマ・ニュンガン語族に属する言語の話者数が多いのは、北部準州以外の地域で話者数の減少が著しかったためである。
多くの言語が膠着語的で、能格言語であることが知られている。また、2進数ないし3進数の数詞を持つ言語が多く、このため「アボリジニは3より多い数を数えられない」と言われることがあるが、これは誤りである。

## 言語の分類

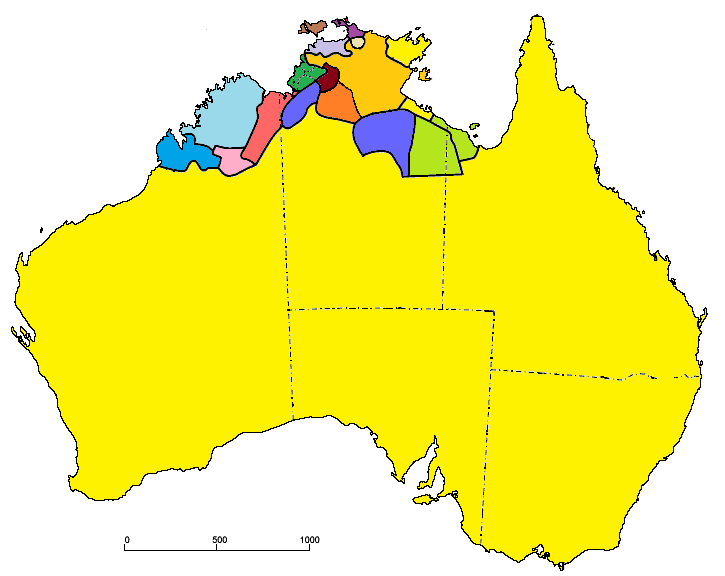
オーストラリア諸語の語族
ニュルニュラン語族
ウォロラン語族
ブナバン語族
ジェラガン語族
Mirndi（英語版）
デイリー語族（4語族からなる）
Wagiman語（英語版）
Wardaman語（英語版）
ティウィ語
Darwin Region（英語版）
イワイジャン語族
Giimbiyu語†
Arnhem（グンウィングアン語族を含む）（英語版）
Garawan（英語版） および Tangkic（英語版）
パマ・ニュンガン語族

言語の分類は次のようになされる。上位分類から順に語族、語派、語群となる。† は死語を表す。
- ブナバン語族（英語版） (Bunuban, Bunaban)

- デイリー語族（英語版） (Daly) - デイリー川（英語版）流域
  - Bringen-Wagaydy
    - Bringen
    - Wagaydy

  - Malagmalag
    - Daly Proper
    - Malagmalag Proper

  - Murrinh-Patha（英語版） (Garama)

- Darwin Region 語族（英語版） - ノーザンテリトリー ダーウィン
  - ララキア語（英語版） (Laragiya, Larakia)
  - Limilngan-Wulna
  - Umbugarla-Ngumbur†

- Garawan 語族（英語版）
- Giimbiyu 語†（英語版）(Mangerr)

- グンウィングアン語族（英語版） (Gunwinyguan, Arnhem) - ノーザンテリトリー アーネムランド
  - Burarran（英語版）
  - Djauanic
  - エニンディリャグワ語（英語版）
  - Gagudjuan
  - Gungaraganyan
  - Gunwinggic
    - グンウィング語（英語版）

  - Mangarayic
  - Marran
    - Alawic
    - Marra (Mara とも)[2]

  - Ngalkbun
  - Rembargic
  - Warayan†

- イワイジャン語族（英語版） (Iwaidjan, Yiwaidjan)
  - Amaragic
  - Margic
  - Yiwaidjic

- Jarrakan 語族（ジェラガン語族、Djeragan）（英語版）

- Mirndi 語族 (Mindi)（英語版）
  - West Barkly（英語版）(Jingulu, Wambaya)
  - Yirram（ジャミンジュンガン、Djamindjungan）（英語版）

- Nyulnyulan 語族（英語版）

- パマ・ニュンガン語族 - 約160言語[1]

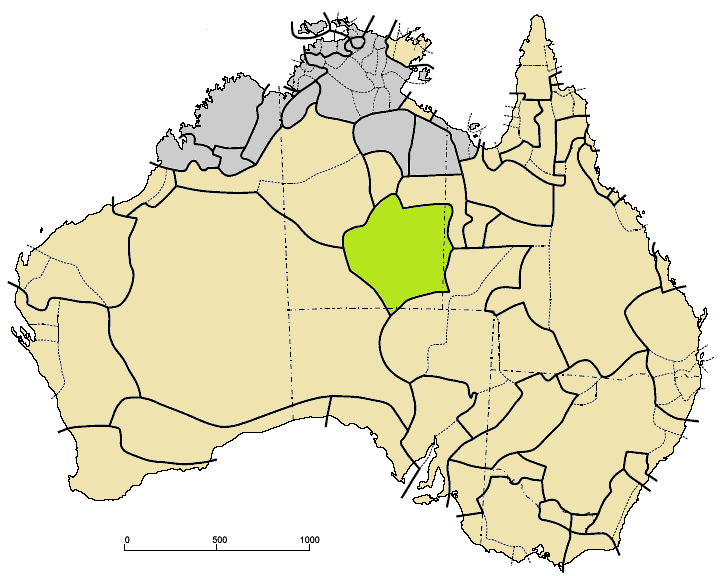
パマ・ニュンガン語族の主要な語派である アランディック諸語（黄緑）

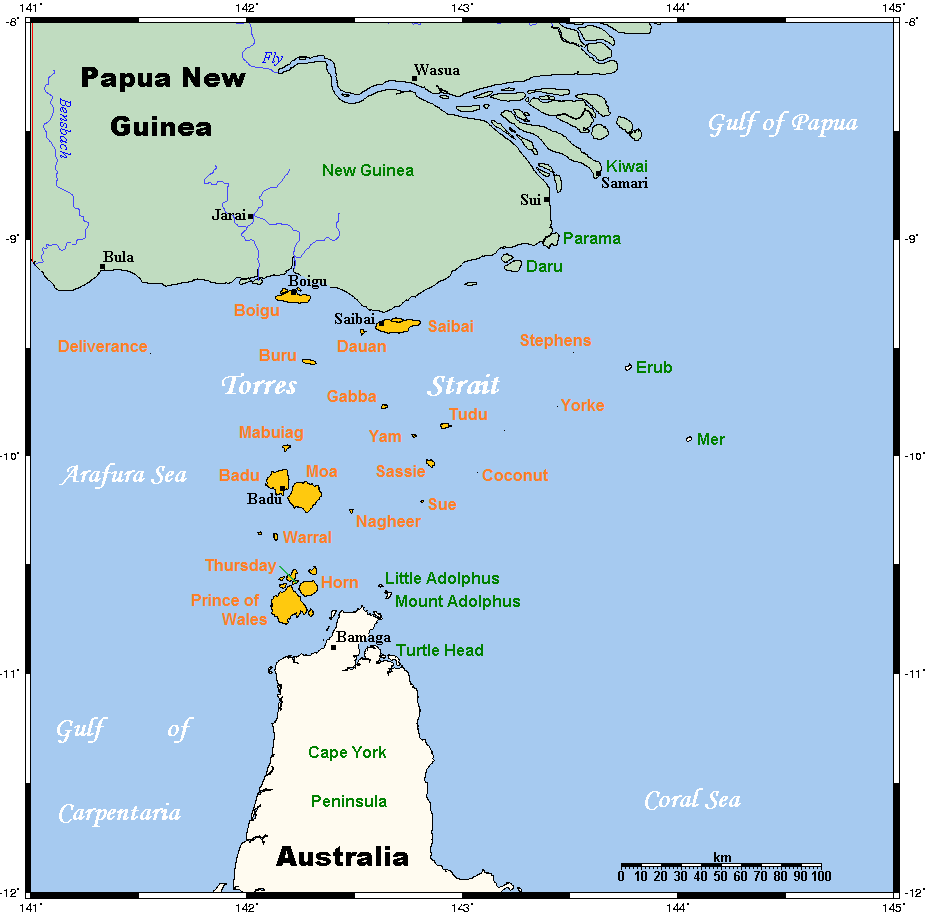
トレス海峡諸島に分布するパマ・ニュンガン語族のカラ・ラガウ・ヤ語（橙色）

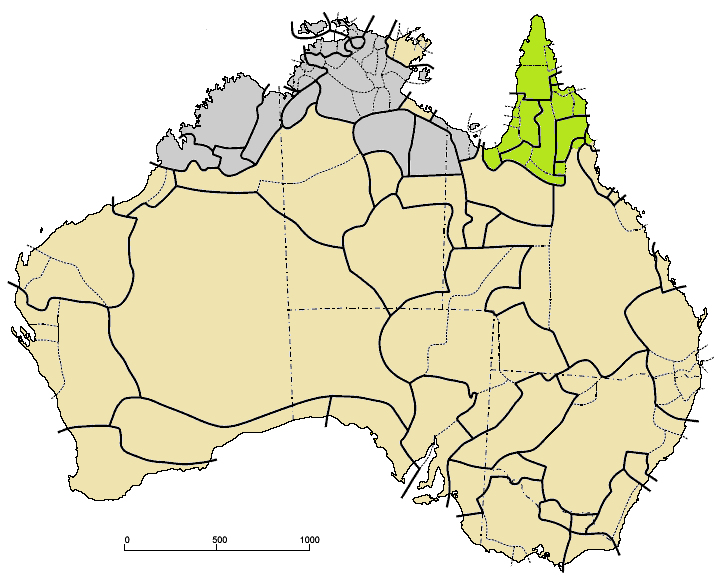
パマ・ニュンガン語族の主要な語派である Paman（英語版）
（黄緑）

パマ・ニュンガン語族は大陸の北東（Paman）から南西（Nyungar）まで広域に分布する

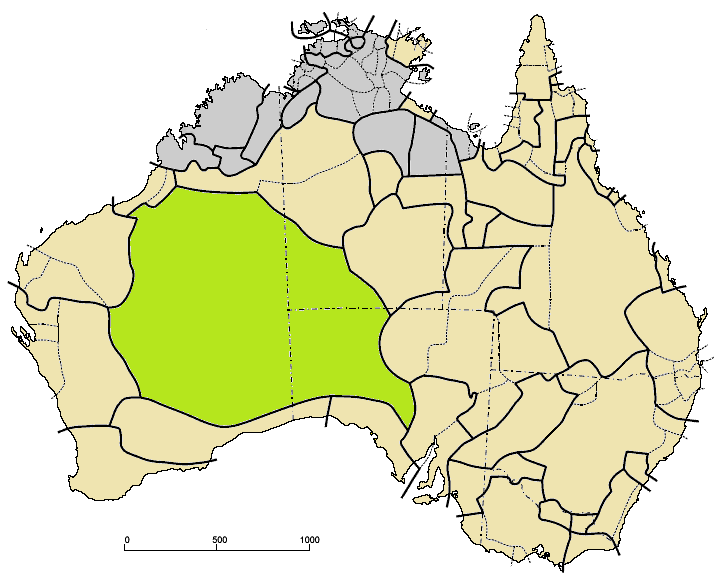
パマ・ニュンガン語族の主要な語群であるワティ諸語（黄緑）

  - アランディック諸語 - ノーザンテリトリー アリススプリングス。Aranda族（英語版）
    - アランダ語（英語版） (Aranda, Alyawarr)

  - Baagandji
  - Bandjalangic
  - Durubalic†（英語版）
  - Dyangadi
  - Dyirbalic（英語版）
  - Flinders Island
  - Galgadungic
  - Gumbaynggiric
  - カラ・ラガウ・ヤ語（英語版）
  - Karnic（英語版）
    - Karna
    - Ngura
    - Palku

  - Kulinic（英語版） - ビクトリア州
    - クリン諸語（英語版） (Kulin) - クリン人

  - マラ語派（英語版）(Mara, Maric)[3]
    - ワルング語†

  - Mbara
  - Muruwaric
  - Ngarinyeric-Yithayithic
  - Paman（英語版）
    - Central Pama
    - Coastal Pama
    - Flinders Pama†
    - グーグ・イミディル語 (Guugu Yimidhirr)
    - Lamalamic
    - Mayabic
    - Mbariman†
    - Middle Pama (Wik)（英語版）
    - Norman Pama
    - Northeastern Pama (Umpila)（英語版）
    - Northern Pama（英語版）
    - Rarmul Pama
    - Southern Pama†
    - Southwestern Pama (Western Pama)（英語版）
    - Umbindhamuic†
    - Yir Yoront

  - South-West（英語版）
    - Coastal Ngayarda（英語版）
    - Inland Ngayarda（英語版）
    - Kanyara（英語版）
      - Dhalandji（英語版）

    - Malgana（英語版）
    - Marngu（英語版）
      - Mangala

    - Mirning（英語版）
    - Ngarrkic (Ngarga)（英語版）
      - ワルピリ語

    - Ngumbin（英語版）
      - ワルマジャリ語（英語版）
      - グリンジ語（英語版） (Gurindji) - グリンジ族

    - Nyungar (Noongar)（英語版）
    - ワティ諸語（英語版）
      - Kardutjara語
      - ンガーニャチャラ語（英語版）
      - ピチャンチャチャラ語

    - Yinggarda
    - Yura（英語版）
      - Wirangu

  - Wagaya-Warluwaric（英語版）
    - Warluwara-Thawa†

  - Waka-Kabic†（英語版）
    - Kingkel†
    - Miyan†
    - Than†

  - Warumungic
  - ウィラドゥリ諸語
  - Worimi
  - Yalandyic
  - Yanyuwan
  - Yidinic（英語版）
    - Yidiny 語（英語版）

  - Yugambal
  - Yuin
  - Yuulngu（英語版）
    - Dhangu
    - Dhuwal
    - Djinang

- Tangkic 語族（英語版）
  - Lardil

- ティウィ語（英語版） - ティウィ諸島
- Wagiman 語（英語版）
- Wardaman 語 (Yangmanic)（英語版）
- ウォロラン語族（英語版） (Worrorran, Wororan)